# George Makgill, 13. Viscount of Oxfuird
George Hubbard Makgill, 13. Viscount of Oxfuird CBE (* 7. Januar 1934 in Winchester; † 3. Januar 2003) war ein schottischer Peer und Oberhaupt der Makgill-Familie.

## Leben und Karriere
Er wurde als Sohn von Richard James Robert Haldane Makgill und dessen Ehefrau Elizabeth Lyman Hubbard in Winchester geboren und besuchte die St. Peter’s School, in Cambridge auf der Nordinsel Neuseelands und die Wanganui Collegiate School in Wanganui. Er wuchs in Wellington auf und studierte Bauingenieurwesen (Civil Engineering), bevor er nach Großbritannien zurückkehrte. 1955 trat er in den Militärdienst ein, den er bei der Royal Air Force (GB Brigade) leistete. Später verließ er das Militär und begann eine Tätigkeit bei Ford und im Anschluss bei Lansing Bagnall.
Er erbte den Titel des Viscount of Oxfuird und den damals damit verbundenen Sitz im House of Lords 1986 von seinem Onkel. Makgill war 1990 Deputy Speaker und Deputy Chair of Committees im House of Lords. Trotz eines schweren Verkehrsunfalls und einer Krebserkrankung verblieb er bis zu seinem Tod in diesem Amt. Er war einer der 92 Hereditary Peers, die 1999 nach dem House of Lords Act 1999 dort verblieben. Dort galt er als vielbeschäftigtes und populäres Mitglied.
Er gehörte dem Joint Committee for Statutory Instruments, dem Hybrid Bills Committee und dem Offices Committee an. Außerdem war er stellvertretender Vorsitzender der Association of Conservative Peers.
1997 wurde er zum Commander des Order of the British Empire (CBE) ernannt. Makgill verstarb am 3. Januar 2003 im Alter von 68 Jahren.

## Familie
Oxfuird war zweimal verheiratet. Die erste Ehe wurde am 11. Februar 1967 geschlossen. Seine erste Frau, Alison Jensen, gebar ihm vier Söhne (darunter Zwillinge), davon starb einer zwei Tage nach der Geburt:
- Richard Mackgill (*/† 1967)[2]
- Ian Alexander Arthur Makgill, 14. Viscount of Oxfuird (* 1969)[2]
- Hon. Robert Edward George Makgill (* 1969)[2]
- Hon. Hamish Max Alastair Makgill (* 1972)[2]

Die Ehe wurde 1977 geschieden.
Makgill und seine zweite Ehefrau, Venetia Steward, hatten einen Sohn:
- Hon. Edward Anthony Donald Makgill (* 1983)[2]

Die Ehe war am 22. August 1980 geschlossen worden.